# Pterartoria fissivittata
Pterartoria fissivittata är en spindelart som beskrevs av William Frederick Purcell 1903. Pterartoria fissivittata ingår i släktet Pterartoria och familjen vargspindlar. Inga underarter finns listade i Catalogue of Life.